# Luke Sikma
Lucas Clayton Sikma, genannt „Luke“, (* 30. Juli 1989 in Bellevue, Washington) ist ein US-amerikanischer Basketballspieler. Nach dem Studium in seinem Heimatland kam seine professionelle Karriere nur langsam auf höchstem Niveau in Gang. So ging er 2011 zum Start nach Spanien, wo er zunächst zwei Jahre in der zweitklassigen LEB Oro für zwei verschiedene Klubs spielte. Hier konnte er sich für die höchste Spielklasse Liga ACB empfehlen, wo er nach weiteren zwei Jahren für Iberostar Teneriffa schließlich zum Valencia BC wechselte, mit dem er im zweiten Jahr deren erste nationale Meisterschaft sowie die Vizemeisterschaft im EuroCup 2016/17 gewann. Anschließend wechselte Sikma zu Alba Berlin in die deutsche Basketball-Bundesliga (BBL), wo er für das BBL All-Star Game eingeladen wurde und den Titelgewinn im Finale des easycredit BBL-Pokal 2018 nur knapp verpasste.

## Karriere
Sikmas Vater Jack gehörte Ende der 1970er und in den 1980er Jahren zu den besten Centerspielern der am höchsten dotierten Profiliga NBA und war Protagonist der Meisterschaft der Seattle SuperSonics in der NBA 1978/79 sowie individuell siebenmaliger All-Star. Das Erbe seines Vaters schien zunächst eine Belastung für Luke Sikma zu sein, der schon auf der High School in seiner Geburtsstadt es in den Kader der Schulmannschaft erst in späteren Jahren schaffte und nachdem er nochmal einen Wachstumsschub von mehr als 15 cm hingelegt hatte. In seiner Schule spielte er dann aber unter anderem auch mit einem Sohn einer weiteren NBA-Größe aus Seattle zusammen und war zeitweilig Mitspieler von Alex Schrempf, einem Sohn des ersten deutschen NBA All-Stars Detlef Schrempf. Trotz seiner anfänglichen Schwierigkeiten in der High School erreichte Sikma nach dem Schulabschluss noch ein Sportstipendium an der University of Portland, wo er von 2007 bis 2011 vier Jahre für die Hochschulmannschaft Pilots in der West Coast Conference (WCC) der NCAA spielte. Hier war er gleich ein produktives Mitglied in der Rotation der eingesetzten Spieler und gehörte praktisch von Beginn seiner ersten Saison an als „Freshman“ zur Starting Five. Bei den Pilots, bei denen er unter anderem mit dem späteren Bundesliga-Spieler Robin Smeulders zusammenspielte, konnte sich Sikma insbesondere als Rebounder auszeichnen, so dass er am Ende seiner Collegespielzeit nach vier Jahren mit beinahe 1.000 Rebounds der beste Spieler in dieser Kategorie in der internen Geschichte der Pilots war. Zudem erzielte Sikma in 127 Spielen mehr als 1.000 Punkte und wurde in seinem Abschlussjahr als „Senior“ 2011 nach einem Double-Double in Punkten und Rebounds pro Spiel in das „All-WCC First Team“ der besten zehn Spieler seiner Conference berufen. Seine Mannschaftserfolge mit den Pilots, die erst- und letztmals 1996 eine Meisterschaft der WCC gewonnen hatten, blieben für Sikma überschaubar. 2010 schafften es die Pilots in das Halbfinale des WCC-Tournament, wo sie den Gaels des Saint Mary’s College of California unterlagen, und bei drei Teilnahmen am eher unbedeutenden CollegeInsider.com Postseason Tournament (CIT) schieden sie von 2009 bis 2011 dreimal hintereinander in der ersten Runde aus.
Anders als sein Vater, der von einem kleinen College der Division III der NCAA kommend im NBA-Draft 1977 bereits an achter Position ausgewählt worden war, blieb Luke Sikma im NBA-Draft 2011 von Klubs der am höchsten dotierten Profiliga NBA unberücksichtigt. Stattdessen musste Sikma seine professionelle Karriere in Europa beginnen, wo er in Spanien jedoch nur in der zweithöchsten Spielklasse LEB Oro einen Vertrag auf den Kanaren bei UB La Palma bekam, nach Erstligist CB Gran Canaria und dem damaligen Ligakonkurrenten CB 1939 Canarias jedoch nur der drittbedeutendste Klub der Kanaren. Während der CB 1939 nach dem ersten Platz in der LEB Oro 2011/12 den Aufstieg in die höchste Spielklasse Liga ACB schaffte, musste der UB La Palma nach dem achten Platz und dem Ausscheiden in der ersten Play-off-Runde um den verbleibenden Aufstiegsplatz aus finanziellen Gründen den professionellen Spielbetrieb einstellen. Sikma wechselte nach seiner Teilnahme an der NBA Summer League 2012 für die Minnesota Timberwolves daraufhin zur folgenden Saison zum Ligakonkurrenten Autocid Ford Atapuerca, die in Burgos spielen. Im Trikot von Burgos erreichte Sikma in der Saison 2012/13 zweimal die höchste Effektivitätswertung aller Spieler der LEB Oro und wurde jeweils als „MVP de la journada“ (deutsch: Spieler des Spieltags) ausgezeichnet. Nachdem Ford Burgos im Vorjahr das Finalspiel um den Ligapokal der LEB Copa Príncipe de Asturias noch verloren hatte, gewann man dieses Spiel der beiden besten Hinrundenmannschaften gegen River Andorra Anfang Februar 2013 mit 73–67. Schließlich reichte es am Saisonende dank des besseren direkten Vergleichs gegen diese Mannschaft auch zum ersten Tabellenplatz und zur direkten sportlichen Qualifikation für die höchste Spielklasse. Infolge der gestiegenen wirtschaftlichen Anforderungen der Liga ACB bekam Ford Burgos jedoch keine Lizenz für die höchste Spielklasse und der Stammverein CB Atapuerca gab die professionelle Mannschaft an den CB Tizona weiter, der unter dem gleichen Sponsorennamen in Burgos weiterspielte.
Luke Sikma hingegen kehrte nach der Zweitligameisterschaft 2013 auf die Kanaren zurück und wechselte zum Vorjahresaufsteiger CB 1939, der mittlerweile unter dem Sponsorennamen Iberostar Teneriffa in der Liga ACB spielte. Nachdem Iberostar in seiner Premierensaison in der ACB mit ausgeglichener Bilanz, nur zwei Siege hinter dem etablierten regionalen Rivalen CB Gran Canarias, auf dem zehnten Platz nur knapp die Play-offs um die spanische Meisterschaft verpasst hatte, reichte es mit Sikma in der Saison 2013/14 mit 14 Siegen in 34 Spielen immerhin noch zum elften Platz. Nachdem sein Mitspieler im Frontcourt Blagota Sekulić, der zuvor bereits unter anderem für den deutschen Erstligisten Alba Berlin gespielt hatte, nach zwei Auszeichnungen zu Saisonbeginn als „Jugador del mes“ (deutsch: Spieler des Monats) im Februar 2014 zum türkischen Spitzenklub Fenerbahçe Ülker gewechselt war, wurde Sikma am Saisonende basierend auf der Effektivitätswertung nicht nur zum Spieler des 29. Spieltags, sondern selbst auch zum „Jugador del mes“ im Monat Mai ernannt. Nachdem Sekulić von seinem Kurzengagement zur folgenden Saison zu Iberostar zurückgekehrt war und gleich wieder zum Spieler des Monats im Oktober ernannt worden war, konnte man sich in der Saison 2014/15 auf 16 Siege wieder verbessern, was in der Abschlusstabelle auf dem elften Platz aber keine Verbesserung bedeutete. Zur folgenden Saison wurde Sikma vom spanischen Spitzenklub aus Valencia verpflichtet, bei dem er unter anderem mit Vladimir Lučić zusammenspielte und im Frontcourt mit seinem Landsmann Justin Hamilton sowie Sekulić’ Landsmann Bojan Dubljević deutlich mehr Konkurrenz hatte. Nach exzellentem Saisonstart erlitt die Mannschaft erst Mitte Januar 2016 ihre erste Saisonniederlage. Obwohl Valencia im Eurocup 2015/16 unter anderem zweimal Gruppensieger EWE Baskets Oldenburg besiegt hatte, bedeuteten die folgenden Niederlagen das Ausscheiden in der zweiten Gruppenphase für den Rekordgewinner dieses Wettbewerbs. In der Copa del Rey de Baloncesto verlor man gleich das Auftaktspiel gegen Gran Canaria und auch in der Liga ACB fiel der Hinrunden-Tabellenführer nach insgesamt sechs Saisonniederlagen in der regulären Saison noch auf den dritten Platz hinter die EuroLeague-Teilnehmer FC Barcelona und Real Madrid zurück. Nach den Siegen in der ersten Play-off-Runde über Unicaja Málaga verlor Valencia schließlich die Halbfinalserie nach einem Sieg in vier Spielen gegen Titelverteidiger Real Madrid.
In der Saison 2016/17 besiegte Valencia in der „Copa del Rey“ diesmal zum Auftakt Gran Canaria und erreichte nach dem Sieg über Vizemeister Barcelona diesmal das Finale des spanischen Pokalwettbewerbs, das jedoch gegen den Titelverteidiger und vormaligen Double-Gewinner Real Madrid mit 95–97 verloren ging. Im EuroCup 2016/17 erlitt Valencia in den 14 Spielen der beiden Gruppenphasen nur eine einzige Niederlage und besiegte unter anderem die beiden deutschen Vertreter ratiopharm Ulm und Alba Berlin je zweimal. Im Viertelfinal-Play-off besiegte die Mannschaft im Vereinsduell der beiden Mehrfachgewinner dieses Wettbewerbs den BK Chimki in drei Spielen genauso wie im Halbfinale im Duell den Hapoel Jerusalem, der Valencia in der Gruppenphase noch die einzige Niederlage zugefügt hatte und historisch betrachtet als Titelträger Nachfolger des Premieren-Gewinners Valencia im damals noch ULEB Cup 2003/04 genannten Wettbewerb war. Im spanischen Vereinsduell konnte sich in der Finalserie der ehemalig ständige EuroLeague-Teilnehmer Unicaja Málaga schließlich im dritten in Valencia ausgetragenen Finalduell mit 63–58 durchsetzen und seinen ersten Titel in diesem Wettbewerb erringen. Valencia verspielte dabei im letzten Viertel einen zweistelligen Vorsprung und verpasste nach einem Einbruch mit 18 unbeantworteten Punkten von Málaga in Folge den vierten Titelgewinn in diesem Wettbewerb sowie nach dem verlorenen nationalen Pokalfinale den zweiten Titel in jener Saison. Nach neun Saisonniederlagen belegte Valencia gleichauf mit EL-Teilnehmer Saski Baskonia erneut den dritten Platz der regulären Saison der ACB und konnte in den Play-offs zunächst Barcelona und dann auch Baskonia besiegen. In der Play-off-Finalserie traf man auf den Titelverteidiger und Hauptrundenersten Real Madrid und konnte sich entgegen der Enttäuschungen durch die zuvor erlittenen Finalniederlagen diesmal nach nur einer Niederlage in vier Spielen durchsetzen und die erste spanische Meisterschaft für den Verein erringen. Nachdem bereits Trainer Pedro Martínez den Verein verlassen hatte, verließ schließlich auch Sikma nach Ende seines Zweijahresvertrags die Mannschaft, die zur folgenden Saison in der EuroLeague spielte.
Wie Sikma hatte Himar Ojeda lange Zeit auf den Kanaren gearbeitet und später auch als Scout für die Atlanta Hawks. Nachdem er Anfang 2016 beim deutschen Erstligisten Alba Berlin zum Sportdirektor ernannt worden war, einer Position, die er lange Jahre in ähnlicher Weise für den CB Gran Canaria ausgefüllt hatte, reaktivierte er zur Basketball-Bundesliga 2017/18 nicht nur Meistertrainer Aíto García Reneses, der zuvor bis 2016 den CB Gran Canaria zwei Jahre erfolgreich trainiert hatte, sondern konnte auch Sikma aus Spanien verpflichten. Bei den Berlinern spielt Sikma unter anderem mit einem weiteren aus Seattle stammenden Landsmann zusammen, der mit ihm zunächst auch als die einzigen beiden Berliner Spieler zum BBL All-Star Game 2018 nominiert wurde. Nach eigener Aussage kannte Peyton Siva Sikma aber vor ihrer Berliner Zeit nur dem Namen nach und noch nicht persönlich. Zum Auftakt des EuroCup 2017/18 wurde Sikma gleich auf Basis seiner Effektivitätswertung zum Spieler des Spieltags ernannt, jedoch schied die Mannschaft in der zweiten Gruppenphase nach unter anderem zwei deutlichen Niederlagen gegen Gran Canaria aus dem Wettbewerb aus. Im easycredit BBL-Pokal 2018, dem Ligapokal der höchsten deutschen Spielklasse, erreichten die Berliner das Finale, das mit 75–80 gegen BBL-Tabellenführer FC Bayern München verloren ging, der nach zwei vorangegangenen Finalniederlagen in diesem Wettbewerb erstmals nach 50 Jahren wieder einen deutschen Pokalwettbewerb bei den Männern gewann. Ähnlich wie bei der EuroCup-Finalniederlage mit Valencia in der Vorsaison verspielte Sikmas Mannschaft dabei einen zweistelligen Vorsprung im Schlussviertel.
Im Juli 2023 wurde bekannt, dass Sikma ab der Saison 2023/24 für Olympiakos Piräus antreten wird.

## Erfolge und Auszeichnungen
- Spieler des Jahres (MVP) der Basketball-Bundesliga: 2018
- Spieler des Jahres (MVP) des EuroCup: 2018/19[25]